# Helen Greene
Helen Greene (1896 - 10 de outubro de 1947) foi uma atriz estadunidense da era do cinema mudo, que atuou em 41 filmes entre 1914 e 1928.[carece de fontes?]

## Biografia
Seu primeiro filme foi o curta-metragem Lil o' London, em 1914, pela London Film Productions, e em seguida atuou pela Lubin Manufacturing Company em vários filmes, tais como Belle of Barnegat (1915) e The Voice in the Night (1916). Atuou no seriado Perils of Our Girl Reporters, em 1916, única produção do Niagara Film Studios, que apresentava várias aventuras independentes e completas, em que o papel principal era dividido entre Helen Greene e Zena Keefe, ficando com Earl Metcalfe o papel do galã.
Além da Lubin, Greene atuou em companhias cinematográficas como a Famous Players e Paramount Pictures, entre outras. Seu último filme foi o seriado Mark of the Frog, em 1928, pela Pathé.

## Vida pessoal
Helen era filha de Laura H. Robinson, a segunda esposa do dramaturgo, cineasta e ator Clay Meredith Greene[carece de fontes?] (1850-1933). Clay fora casado anteriormente com Alice Randolph Wheeler, que morrera em 1910. Em 1911, aos 60 anos, Clay casou com Laura Hewett Robinson, escritora que já tinha três filhos, os quais, segundo o New York Times, estavam presentes na cerimônia de casamento: Helen Greene, Marion (posteriomente Bryant) e o oficial estadunidense Arthur Granville Robinson (1892-1967). Helen trabalhou em vários filmes dirigidos ou roteirizados por Clay M. Greene.
O The New York Times de 24 de maio de 1921 noticiou o casamento de Helen Greene, filha de Clay M. Greene, com Frederic Mills Gilligan.
Em 10 de outubro de 1947, segundo noticiou o The Bilboard de 25 de outubro de 1947, Helen Greene faleceu, então com o sobrenome Abbott, deixando sua mãe, seu irmão Arthur, sua irmã Marion, e o então marido, Michael.

## Filmografia parcial
- Lil o' London (1914)
- Belle of Barnegat (1915)
- Beyond All Is Love (1915)
- The Voice in the Night (1916)
- Perils of Our Girl Reporters (1916)
- The Dummy (1917)
- The Amazons (1917)[6]
- Misjudged (1917) , episódio de Perils of Our Girl Reporters
- A Long Lane (1917), episódio de Perils of Our Girl Reporters
- Kidnapped (1917), episódio de Perils of Our Girl Reporters
- On the Quiet (1918)
- The Invisible Bond (1919)
- The Truth (1920)
- I'll Show You the Town (1925)
- Mark of the Frog (1928)